# Passa Vinte
Passa Vinte là một đô thị thuộc bang Minas Gerais, Brasil. Đô thị này có diện tích 245,649 km², dân số năm 2007 là 2082 người, mật độ 8,1 người/km².